# Sehol X6
Le Sehol X6 est un crossover compact produit par JAC Motors sous la marque Sehol. Le Sehol X6 devait initialement s'appeler Sehol X5 au début du développement, et il était basé sur la même plate-forme que le JAC Refine S5 tout en étant mis à jour avec un design complètement différent pour la marque Sehol. Étant également un crossover compact, le Sehol X6 était positionné plus bas que le Sehol QX, ou le JAC JS6 global, et au-dessus du Sehol X4.

## Aperçu

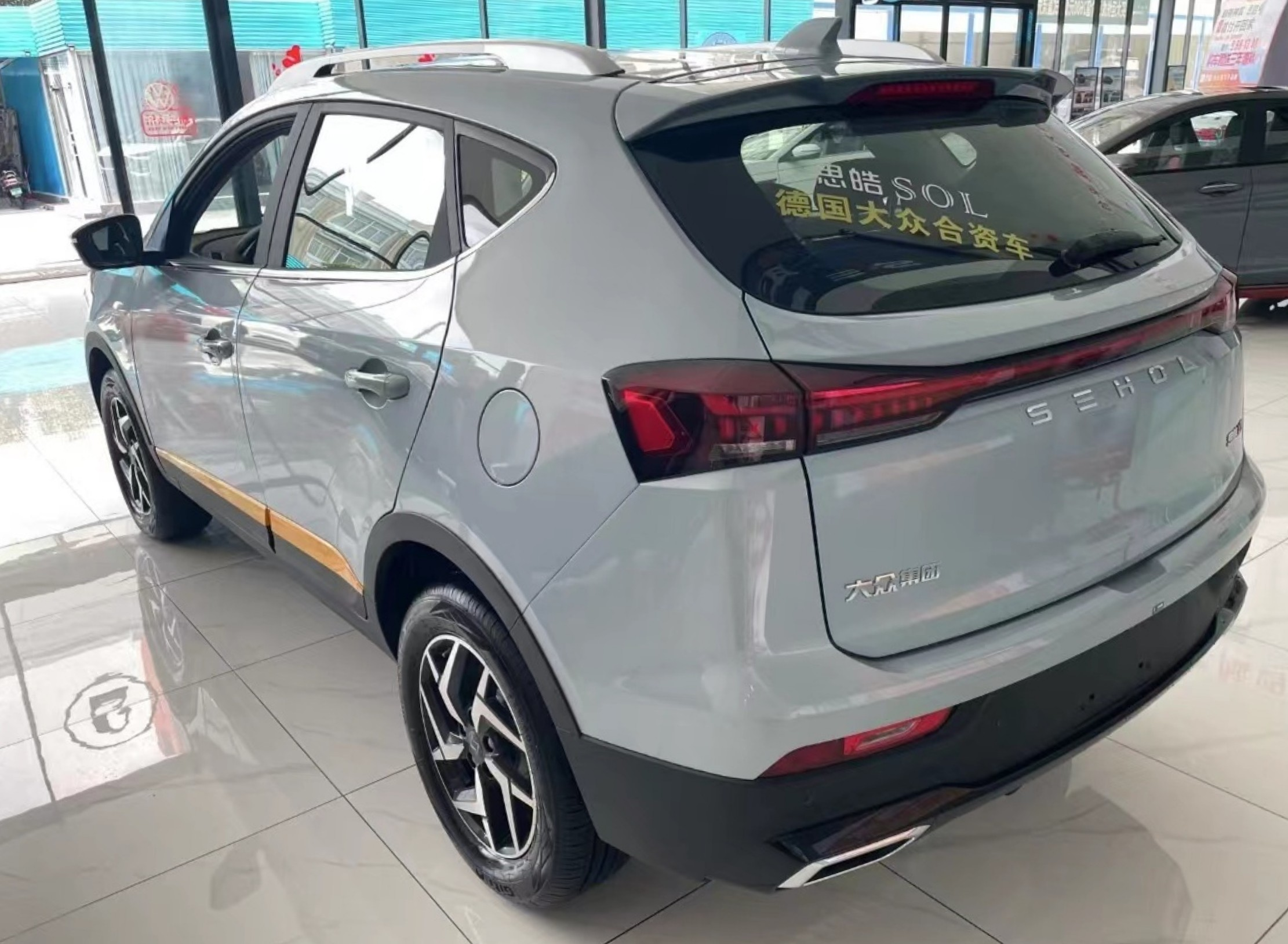
Sehol A5 Plus, arrière

Malgré la publication d'images de presse fin 2021, le Sehol X6 a été officiellement dévoilé au Salon de l'automobile de Pékin 2022 pour le marché de la Chine continentale. Tout comme la majorité de la gamme des produits Sehol de l'époque, le Sehol X6 est fortement basé sur les véhicules JAC précédents et présente une conception de carénage avant qui se démarque du reste de la gamme des véhicules Sehol.

### Groupe motopropulseur
Le Sehol X6 est équipé d'un moteur quatre cylindres turbocompressé de 1,5 litre partagé avec le Sehol X4. La puissance maximale est de 150 chevaux et le couple maximal est de 210 Nm.